# Дорохово (Старицький район)
Дорохово (рос. Дорохово) — присілок в Старицькому районі Тверської області Російської Федерації.
Населення становить 22 особи. Входить до складу муніципального утворення Ново-Ямське сільське поселення.

## Історія
Від 2005 року входить до складу муніципального утворення Ново-Ямське сільське поселення. Раніше населений пункт належав до Бойковського сільського округу.

## Населення
| 1859 | 1886 | 2002 | 2008 | 2010 |
| ---- | ---- | ---- | ---- | ---- |
| 173  | ↗288 | ↘44  | ↘35  | ↘22  |